# Laser 128
Laser 128 (понекад LASER 128) је кућни рачунар фирме Video Technology који је уведен на тржиште у Хонгконгу током 1988. године. Био је у суштини јефтинији клон рачунара Apple IIc.
Користио је микропроцесор 65C02. RAM меморија рачунара је имала капацитет од 128 KB (до 1MB). Као оперативни систем кориштен је DOS 3.3.

## Детаљни подаци
Детаљнији подаци о рачунару Laser 128 су дати у табели испод.
|                       | |
| [ 1 ]                 | |
| Произвођач            | |
| Тип                   | кућни рачунар |
| Меморија              | 128 (до 1MB) |
| Поријекло             | Хонгконг |
| Година                | 1988. |
| Тастатура             | 91 тастер са нумеричком тастатуром и тастерима смјера |
| Процесор              | |
| Фреквенција процесора | 3,6 |
| RAM                   | 128 (до 1MB) |
| ROM                   | 192 |
| Текст                 | 40 / 80 x 24 (монохроматски) |
| Графика               | Сви Apple IIc модови, са додатним сетом за RGB: 40 x 48 / 80 x 48 / 280 x 192 / 560 x 192. 4 линије у текст моду се могу мијешати са 40 x 48 и 280 x 192 модовима. |
| Боја                  | 16 (40 - 80 x 48) / 6 (280 x 192) / 16 (560 x 192) |
| Звук                  | уграђени звучник |
| Димензије             | 38 (ширина) x 32.5 (дубина) x 7.7 (висина) cm. |
| Портови               | |
| Оперативни систем     | |